# 실비아 훅스
실비아 헤르트뤼디스 마르티나 훅스(네덜란드어: Sylvia Gertrudis Martyna Hoeks, 1983년 6월 1일 ~ )는 네덜란드의 배우, 모델이다.
고등학교 때 모델로 캐스팅되어 활동하다가, 고등학교 졸업 후 영화 학교를 나온다. 요스 스텔링 감독의 영화 《뒤스카》(2007)에 출연하여 그해 황금송아지상 여우조연상을 수상한다. 2012년 제프리 러시 주연의 영화 《베스트 오퍼》에 출연하여 할리우드에도 진출한다. 2017년 영화 《블레이드 러너 2049》에 캐스팅되었다.

## 출연작 목록

### 영화
| 연도 | 제목               | 원제                          | 배역            | 비고 |
| ---- | ------------------ | ----------------------------- | --------------- | ---- |
| 2007 | 뒤스카             | Duska                         | 여자            |      |
| 2009 | 폭풍               | The Storm                     | 율리아          |      |
| 2010 | 티르자             | Tirza                         | 티르자          |      |
| 2011 | 오스의 갱          | The Gang of Oss               | 요하나 판헤이스 |      |
| 2012 | 걸 앤 데스         | The Girl and Death            | 엘리서          |      |
| 2013 | 베스트 오퍼        | The Best Offer                | 클레어 이벳슨   |      |
| 2017 | 레니게이드         | Renegades                     |                 |      |
| 2017 | 블레이드 러너 2049 | Blade Runner 2049             | 러브            |      |
| 2017 | 레니게이드         | Renegades                     |                 |      |
| 2017 | 왓 에버 해픈스     | Whatever Happens              |                 |      |
| 2018 | 거미줄에 걸린 소녀 | TThe Girl in the Spider’s Web | 카밀라 살란데르 |      |